# Elias Christoph Krafft
Elias Christoph Krafft (* 3. März 1748 in Marburg; † 21. Oktober 1798 in Duisburg) war ein evangelisch-reformierter Prediger in Krefeld und Duisburg.

## Leben
Krafft war Angehöriger einer der einflussreichsten Familien der Erweckungsbewegung. Er war ein Sohn des Marburger Theologieprofessors Johann Wilhelm Krafft (1696–1767), ein Bruder des Frankfurter Theologen Justus Christoph Krafft (1732–1795) und des Professors der Rechte an der Universität Duisburg Johann Wilhelm Friedrich Krafft (1742–1809). Er war verheiratet mit Johanna Ulricke Leidenfrost (1752–1819), einer Tochter des Johann Gottlob Leidenfrost. Söhne waren die Theologen Christian Krafft (1784–1845) und Johann Gottlob Krafft (1789–1830). Ihre Tochter Henriette († 1855) war mit dem westfälischen Superintendenten Franz Friedrich Graeber verheiratet. Das Ehepaar hatte seine Kinder im pietistischen Geist erzogen. Die Familie geriet durch Elias frühen Tod in der schweren Kriegszeit in Not.
Elias Christoph Krafft war wie sein Bruder Justus Christoph Mitglied der Freimaurerloge Zum gekrönten Löwen in Marburg. Sie gehören, wie etwa auch Johann Heinrich Jung-Stilling oder Matthias Claudius, zu dem Kreis von Menschen des 18. Jahrhunderts, welche die Ideen des Pietismus und der Freimaurerei miteinander zu verbinden trachteten.